# Rotel
Rotel är en avdelning eller sektion inom en organisation.
Begreppet rotel används bland annat i Sverige av Stockholms stad och av Polisen.